# الکفرین
الکفرین (به لاتین: Al-Kafrayn) یک منطقهٔ مسکونی در قیمومت بریتانیا بر فلسطین است که در Haifa Subdistrict, Mandatory Palestine واقع شده‌است. الکفرین ۹۲۰ نفر جمعیت دارد.